# Gymnocalycium bodenbenderianum
Gymnocalycium bodenbenderianum A.Berger es una especie de planta fanerógama de la familia Cactaceae. 

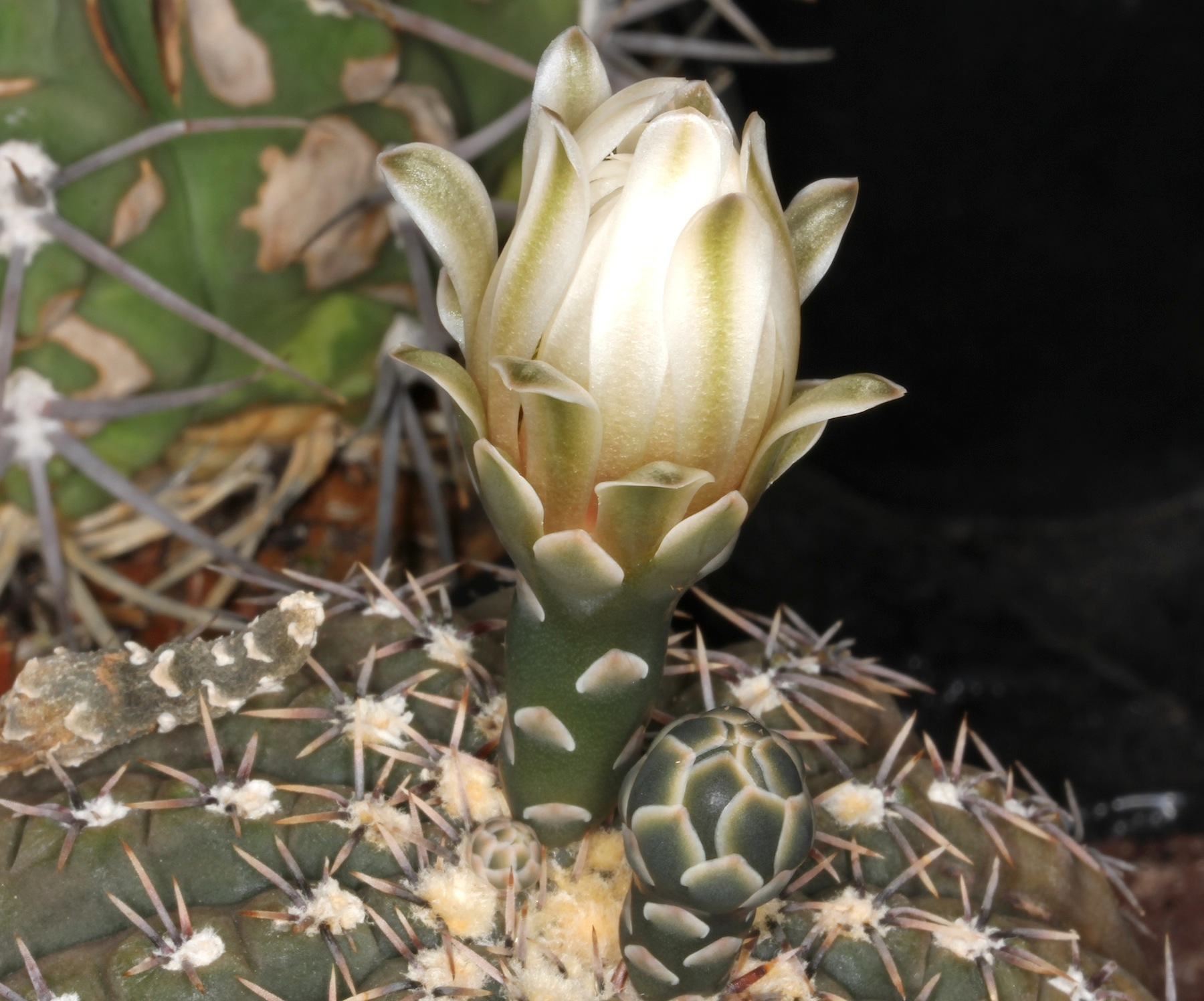
Detalle de la flor

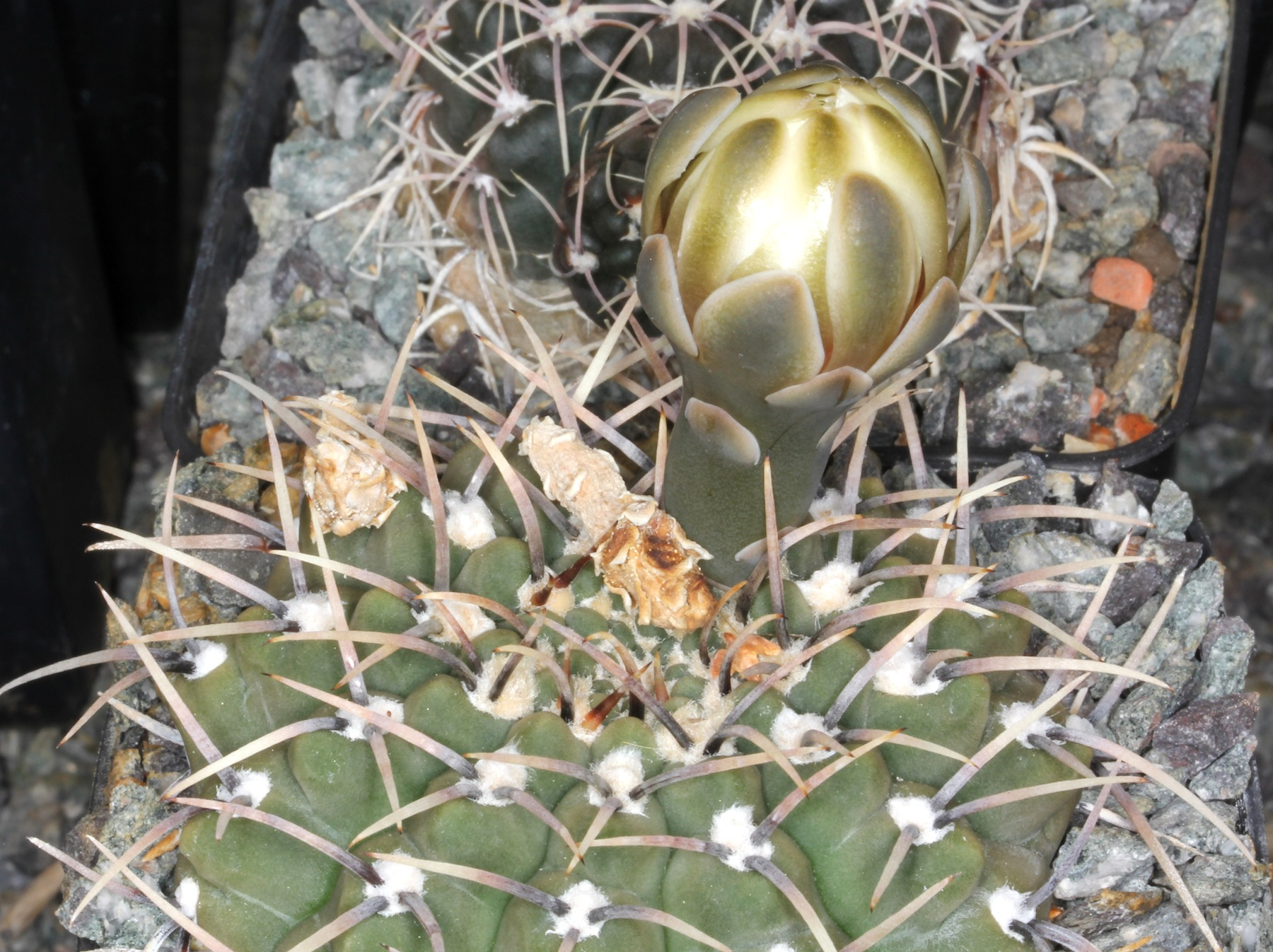
Detalle de la planta

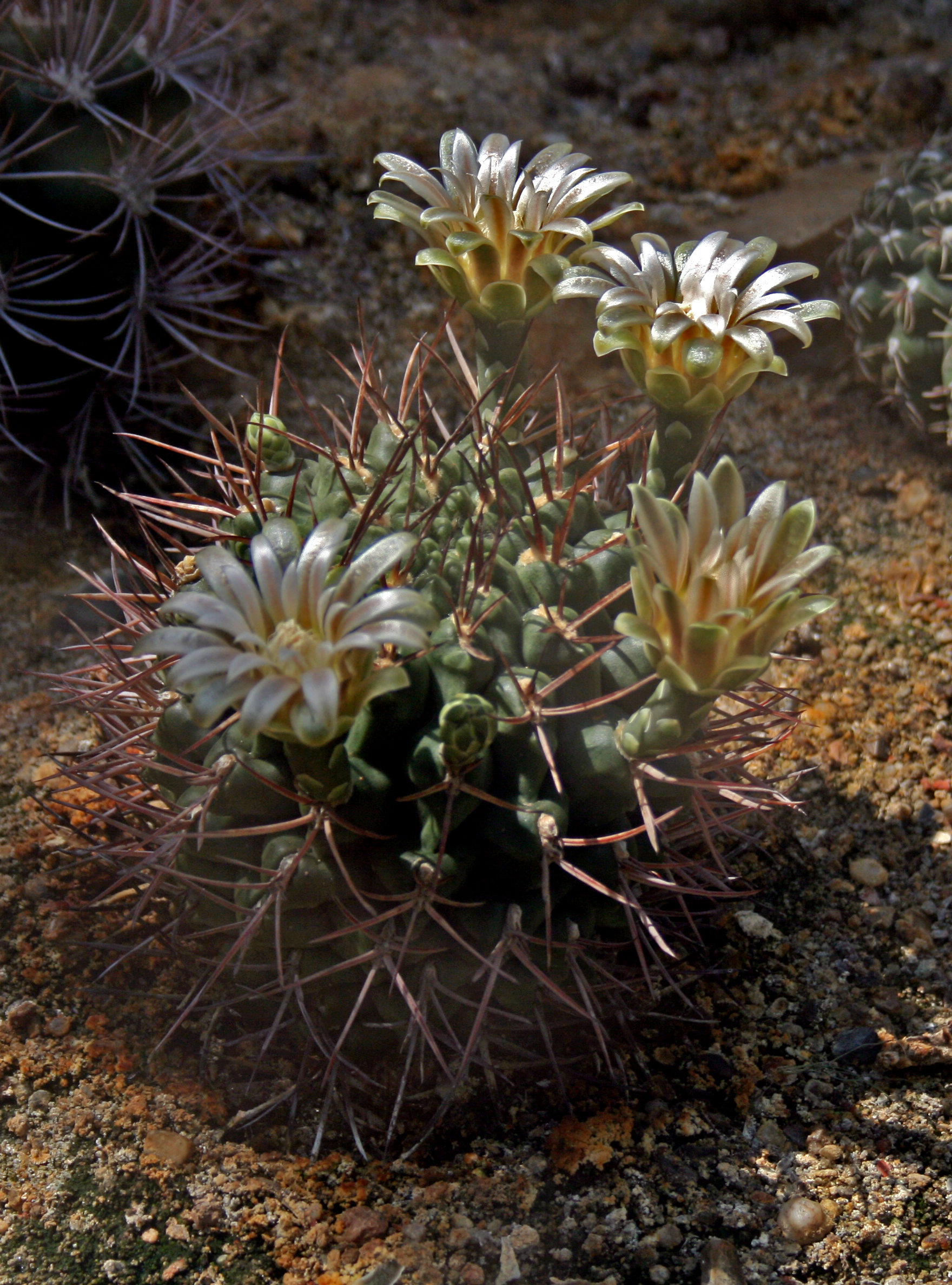
Vista de la planta

## Distribución
Es endémica de Argentina. Es una especie común en lugares localizados. Se encuentra en Catamarca, Córdoba, La Rioja, San Juan y Santiago del Estero, en elevaciones de 100 a 1100 m s. n. m. La especie se encuentra en el Parque Provincial Guasamayo y el Parque nacional Talampaya.

## Descripción
Gymnocalycium bodenbenderianum crece con tallos en forma de discos de color verde grisáceo, que apenas sobresalen por encima de la superficie del suelo y alcanza diámetros de hasta 8 centímetros y una altura de 2 a 3 cm. Las 11 a 15 costillas son redondeadas y claramente tuberculadas. Las tres a siete espinas, son curvadas hacia atrás, de color marrón negruzco y se vuelven grises con la edad. Miden hasta 10 milímetros de largo.
Las flores de color rosa pálido son de 3,5 a 6 cm de largo. Su tubo es estrecho. Los frutos son ovoides de color azul y verde de hasta 2 cm de largo (o más) y tienen diámetros de hasta 1 centímetro.

## Taxonomía
Gymnocalycium bodenbenderianum fue descrita por (Hosseus ex A.Berger) A.Berger y publicado en Kakteen 221, 341. 1929.
Etimología
Ver: Gymnocalycium
Sinonimia
- Echinocactus bodenbenderianum
- Gymnocalycium moserianum
- Gymnocalycium intertextum
- Echinocactus bodenbenderianus Hosseus ex A.Berger
- Gymnocalycium asterium A.Cast.
- Gymnocalycium asterium var. paucispinum Backeb.
- Gymnocalycium occultum' Fric ex Schutz
- Gymnocalycium piltziorum Schütz
- Gymnocalycium platygonum (H.Till & W.Till) Pilbeam
- Gymnocalycium riojense Fric ex H.Till & W.Till
- Gymnocalycium riojense var. guasayanense Strigl
- Gymnocalycium riojense var. guthianum H.Till & W.Till
- Gymnocalycium riojense subsp. kozelskyanum Schütz ex H.Till & W.Till
- Gymnocalycium riojense var. mirandaense H.Till & W.Till
- Gymnocalycium riojense subsp. paucispinum Backeb. ex H.Till & W.Till
- Gymnocalycium riojense subsp. piltziorum Schütz ex H.Till & W.Till
- Gymnocalycium riojense var. pipanacoense H.Till & W.Till
- Gymnocalycium riojense var. platygonum Schütz ex H.Till & W.Till
- Gymnocalycium riojense var. sanjuanense H.Till & W.Till
- Gymnocalycium stellatum subsp. occultum Fric ex H.Till & W.Till
- Gymnocalycium stellatum var. paucispinum (Backeb.) R.Strong
- Gymnocalycium triacanthum Backeb.[3]